# Arik Air
Wings of Nigeria
Arik Air (code AITA : W3 ; code OACI : ARA) est une compagnie aérienne nigériane opérant au niveau régional et international. Ses deux hubs principaux sont l'aéroport international Murtala Mohammed de Lagos et Nnamdi Azikiwe l'aéroport international Abuja. Le 3 avril 2006, Arik Air a repris l'ex- Nigeria Airways.

## Histoire
La compagnie a été créée en 2004 par Joseph Arumemi-Ikhide sur les cendres de Nigeria Airways liquidée en 2002.

## Flotte

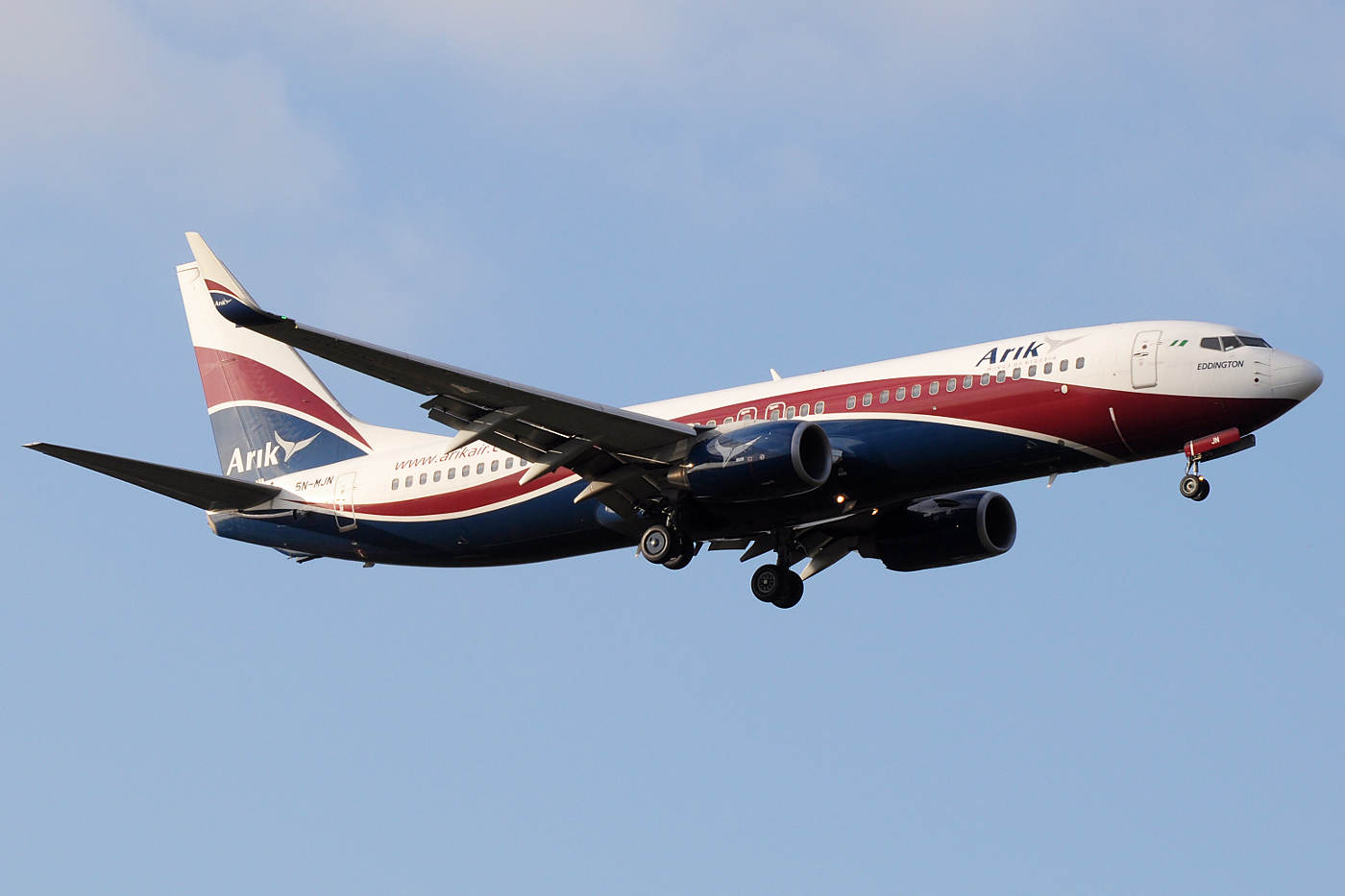
Boeing 737-800 d'Arik Air en approche à Heathrow

La flotte d'Arik Air comprend les appareils suivants (en décembre 2020) :

## Destinations

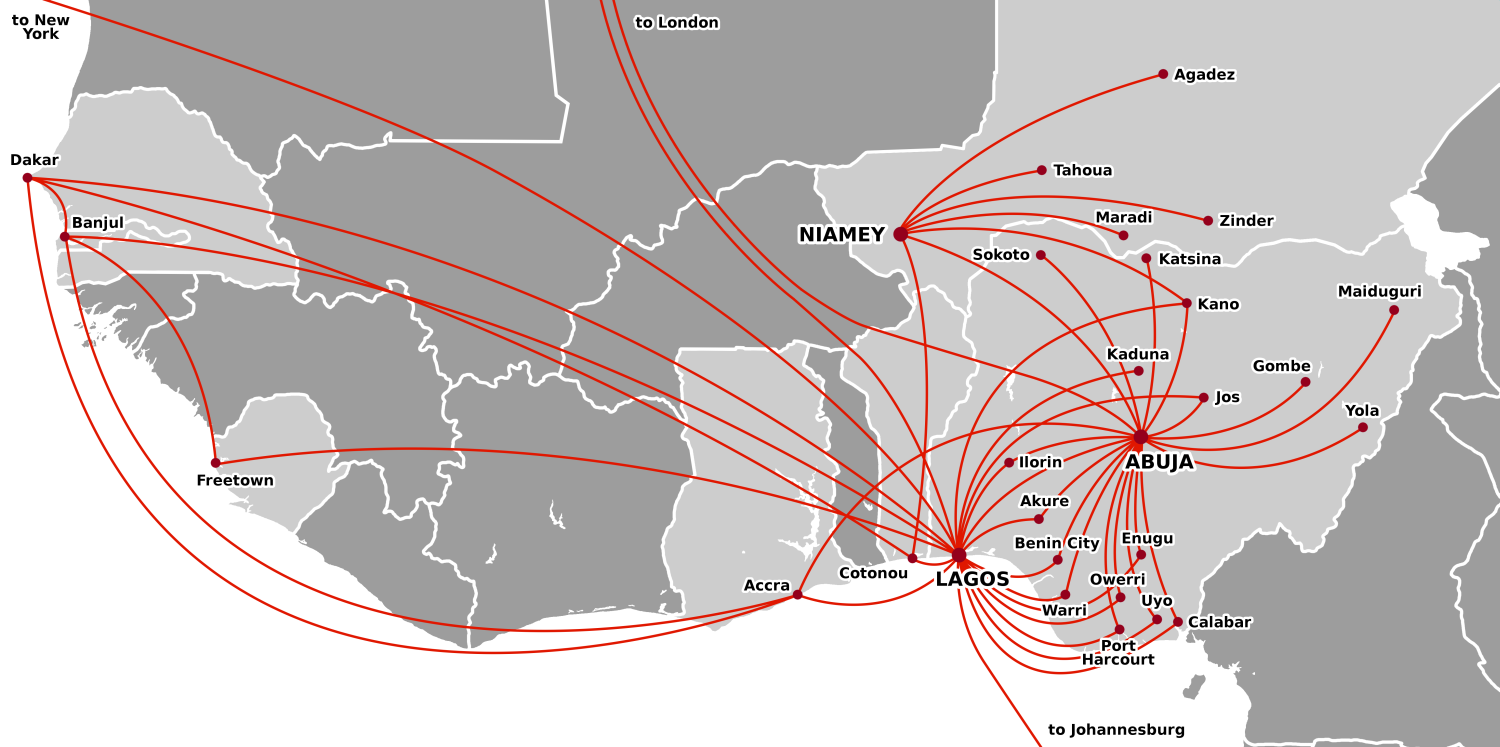
ArikAirRoutes

## Galerie

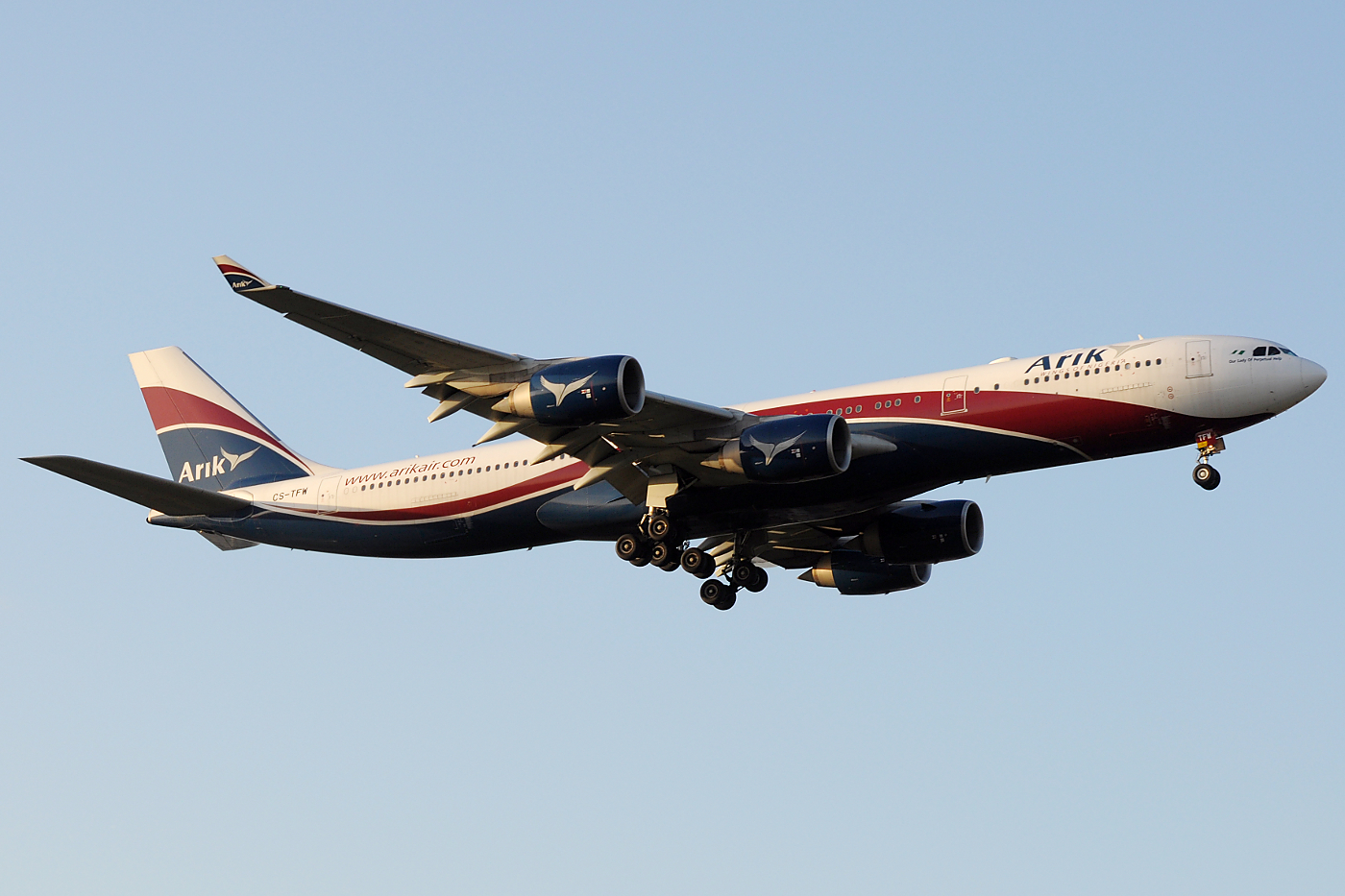
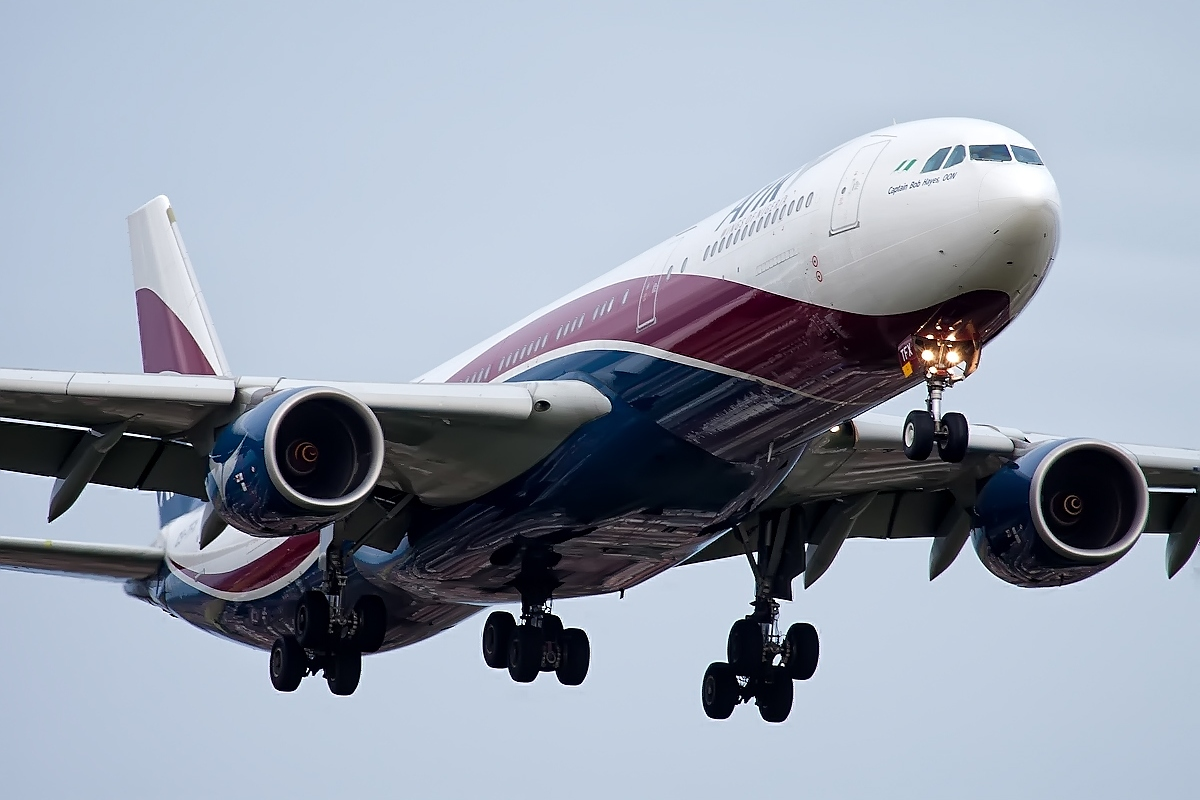
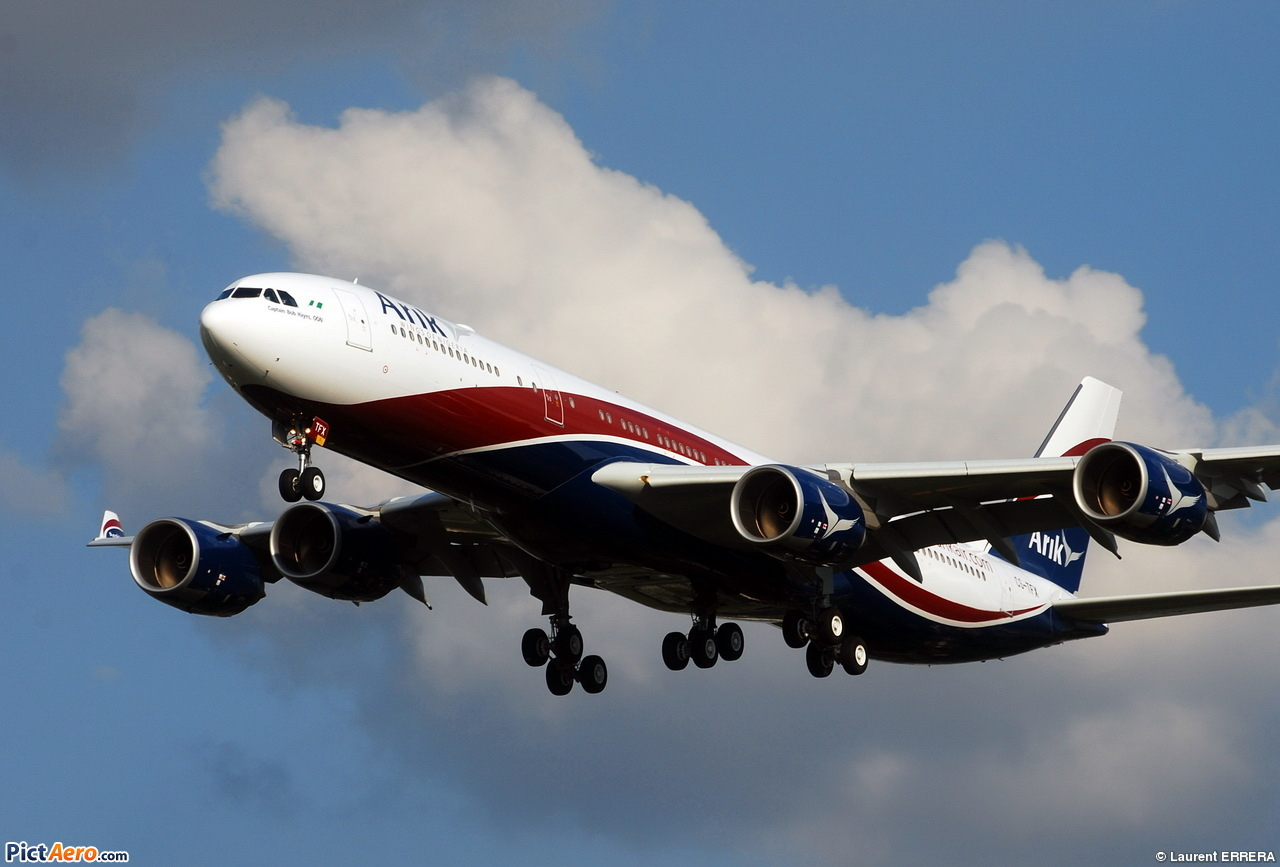
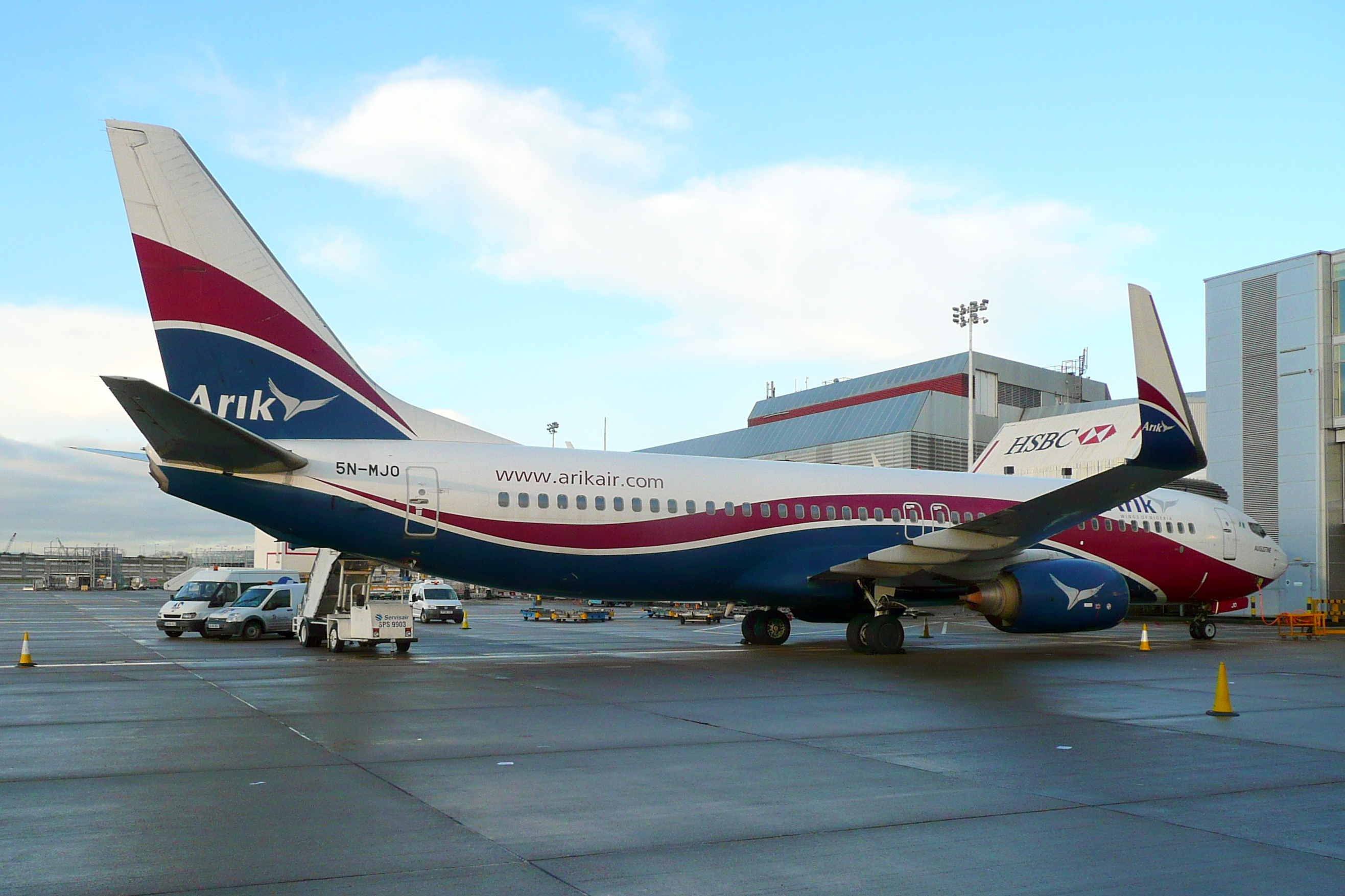

### Ancienne flotte
- Airbus A330-200
- Airbus A340-500
- Boeing 737-300
- Bombardier CRJ-200
- Fokker F50